# Spy Hunter
Spy Hunter és una saga de videojocs creada per la companyia Midway Games. La primera entrega va aparèixer en màquines recreatives el 1983, i anys més tard, el 2001, la saga tornà a néixer amb diverses entregues en les consoles PlayStation 2, X-Box i GameCube.

## Argument
Tots els jocs de la saga tenen un denominador comú: es condueix un cotxe de color blanc metal·litzat anomenat Interceptor (el número de sèrie varia en cada entrega), dotat d'un arsenal d'armes ofensives i defensives. Posseeix la característica de poder transformar-se en llanxa (per a seguir la persecució per mar) o en motocicleta (si la carrosseria pateix molts danys, se'n desfà d'aquesta i passa a ser un vehicle de dues rodes, menys poderós però igualment perillós). El desenvolupament del joc consisteix a anar superant missions eliminant tots els enemics, escoltant algun vehicle, arribat a determinades zones en un temps prefixat, etc. A mesura que el joc avança, s'obtenen millores per al cotxe com noves armes i escuts que fan la funció de blindatge addicional.

## Història
La història de la saga de Spy Hunter bàsicament sol ser la mateixa, tot i que hi ha alguna entrega que posseeix major càrrega argumental, però mantenint com a base la mateixa. Una malvada corporació coneguda com NOSTRA es dedica a atemptar contra la pau mundial amb la fi de dominar el món i crear una societat esclavitzada per la dictadura. L'agència IES (International Espionage Service o Servei d'Espionatge Internacional) està constantment lluitant contra NOSTRA, frustrant els seus plans una vegada i una altra gràcies a la més alta tecnologia, amb la que han fabricat el millor cotxe del món, l'Interceptor.

## La pel·lícula
Després de diverses negociacions, finalment fou Universal Pictures qui es feu amb els drets de Spy Hunter l'any 2004 per realitzar-ne una adaptació cinematogràfica d'aquest videojoc. Portarà el mateix títol que posseeix l'última entrega de la saga: Spy Hunter: Nowhere to Run, on l'actor The Rock (Dwayne Johnson) interpretarà Alex Decker, i el director de la pel·lícula serà John Woo. L'estrena de la pel·lícula es preveu que sigui, si no hi ha cap retard, l'any 2009.